# Millet Partisi
Die Millet Partisi (auf deutsch Nationspartei, Kürzel MİLLET) war eine konservative und nationalistische politische Partei in der Türkei. 
Die Millet Partisi wurde am 19. Juli 1948 von Fevzi Çakmak als Abspaltung des rechten Flügels der Demokratischen Partei (DP) gegründet, zu den Gründungsmitgliedern gehörten Osman Bölükbaşı, Vorsitzender wurde der Geschichtswissenschaftler Yusuf Hikmet Bayur. Auch andere rechtsextreme bis nationalkonservative Politiker gründeten die MP mit, welche „das spätere Sprungbrett für Alparslan Türkeş, jahrzehntelanger Führer der Ultranationalisten,“ wurde. Bei der Parlamentswahl 1950 konnte lediglich Osman Bölükbaşı ein Mandat gewinnen und zog zum ersten Mal für seine Heimatprovinz Kırşehir in die türkische Nationalversammlung ein. Die MP war bis 1954 aktiv; in diesem Jahr wurde sie wegen anti-laizistischen „Umtrieben“ von der damaligen DP-Regierung unter Adnan Menderes verboten.
Die MP-Mitglieder gründeten die Nachfolgepartei Republikanische Nationspartei (CMP). Um eine stärkere Oppositionspartei zu bilden, fusionierte die CMP 1958 mit der Bauernpartei der Türkei (Türkiye Köylü Partisi, TKP) zur Republikanischen Bauern-Volkspartei (Cumhuriyetçi Köylü Millet Partisi CKMP). Osman Bölükbaşı verließ 1962 mit 28 Abgeordneten wegen interner Streitigkeiten die CKMP und gründete im Juni 1962 erneut eine Millet Partisi. Seine ehemalige Partei CKMP änderte im Februar 1969 ihren Namen in Partei der Nationalistischen Bewegung (MHP) um.